# Andrea Vendramin
Andrea Vendramin (* 1400 in Venedig; † 6. März 1478 ebenda) war vom 5. März 1476 bis zu seinem Tod, folgt man der Zählweise der venezianischen Staatsgeschichtsschreibung, der 71. Doge von Venedig.
Vendramins Familie war erst 1381 im Zuge des Chioggia-Krieges in den Stand der Nobili erhoben worden. Andrea Vendramin geriet früh in den Verdacht der Sodomie, 1454 in den Strudel einer Bankpleite. Sein gewaltiges Vermögen erwarb er vor allem im Weizenhandel. Erst Mitte 50 gelang ihm der Aufstieg in die höchsten Ratsgremien. Er bekleidete nur wenige Ämter im Dienst der Republik, wurde 1467 Prokurator von San Marco. Den Posten eines Gesandten in Rom lehnte er ab. Ansehen erwarb er sich in der Finanzverwaltung. Einer der Angehörigen der Familie Tron kritisierte, seine Familie wäre für das Dogenamt noch nicht lange genug adlig.
Als Doge gelang es ihm nicht, Frieden mit den Osmanen zu schließen, mit denen Venedig seit 1463 in einem immer aussichtsloseren Krieg lag. Vendramin setzte sich in den zwei Jahren seiner Amtszeit für die Sicherung der Finanzen und für das Bankwesen ein, doch überschattete ein Skandal um die Nichtachtung von Gesetzen durch seinen Sohn und seine zögerliche Reaktion darauf, seine letzten Monate.

## Leben

### Herkunft und Familie

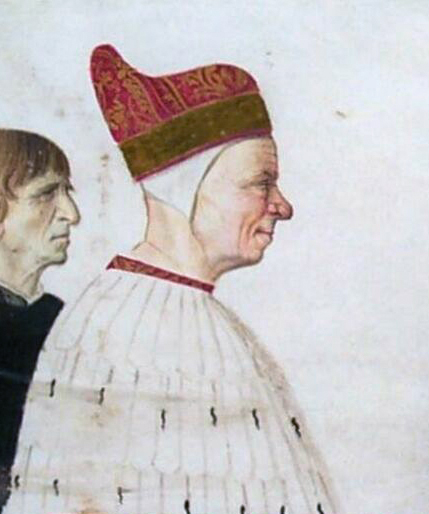
Gentile Bellini: Andrea Vendramin und ein Sekretär (Ausschnitt), Bleistift und brauner Pinsel, Gouache und Gold auf Vellum, 32,5 × 23,2 cm; Museum Boijmans Van Beuningen, Rotterdam

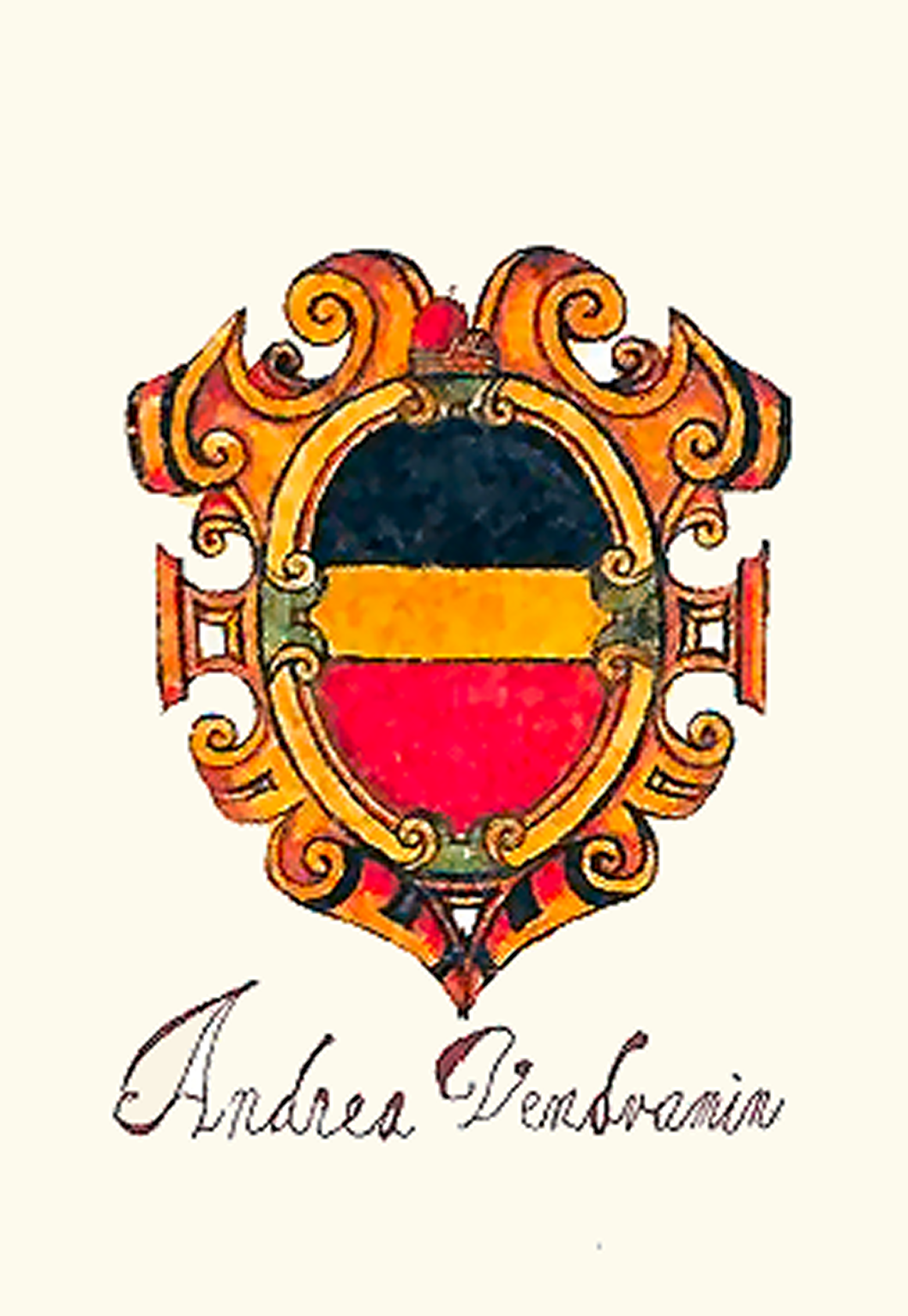
Wappen Andrea Vendramins, frühes 17. Jahrhundert

Andrea Vendramin kam als zweitgeborener Sohn des Bartolomeo, eigentlich Bortolo Vendramin und der Maria Michiel zur Welt, die 1381 geheiratet hatten. Sein Vater war im fortgeschrittenen Alter und zum zweiten Mal verheiratet; er starb bereits 1402.
Daher wuchsen Andrea und sein älterer Bruder Luca in der mütterlichen Familie auf (überliefert ist noch eine ansonsten unbekannte Schwester Lucia). Diese Familie zählte zu den angesehensten der Stadt. Ihr Vermögen verdankte sie dem Großvater Andrea. Die Familie stammte aus dem Friaul und war schon Mitte des 14. Jahrhunderts im Lebensmittelhandel reich geworden. Der Großvater wurde, bereits cittadino, Guardian grande der Scuola Grande di San Giovanni Evangelista, also an einer der bedeutendsten venezianischen Bruderschaften oder Scuole. Den Aufstieg von der cittadinanza, also aus der Schicht der Popolaren in das Patriziat erreichte die Familie erst nach dem Chioggia-Krieg. Während dieses Krieges gegen Genua wurden am 4. September 1381 dreißig Popolarenfamilien wegen ihrer Verdienste um die Rettung der Republik Venedig in den höchsten gesellschaftlichen Stand erhoben, der ihnen Zugang zu den wichtigsten politischen Gremien und Ämtern verschaffte.
Andrea heiratete 1426 Regina Gradenigo, die aus einer Familie stammte, die bereits Dogen gestellt hatte; damit erlangten auch die Vendramin höchstes Ansehen. Das Paar hatte sechs Söhne und mindestens vier, wenn nicht sechs Töchter. Ihre Namen sind allesamt überliefert. Die Söhne hießen Bartolomeo, Nicolò, Alvise († 1491, er heiratete 1466 Cecilia Morosini di Simone; das Paar hatte drei Kinder), Giovanni Francesco, Paolo und Girolamo, die Töchter Felicita, Orsa, Clara und Taddea, möglicherweise auch noch zwei weitere namens Angela und Elena.

### Vermögensaufbau, Ämterlaufbahn

#### Sodomieverdacht (1418/19), Aufstieg (ab 1422)
Kaum am 3. Dezember 1418 in die Ränge der volljährigen Patrizier aufgenommen, gerieten Andrea und sein Bruder Luca in den Verdacht der Sodomie, von dem sie der Rat der Zehn erst am 16. März des nächsten Jahres freisprach. In den Augen dieses mächtigen Staatsorgans war derlei seit etwa einem Jahrzehnt eine Plage, die ausgerottet werden sollte, insbesondere dann, wenn sie die führenden Familien betraf.
Ein direkter Zusammenhang lässt sich nicht erweisen, doch könnte dieses Verfahren Andrea Vendramin eine sonst übliche politische Karriere zunächst verbaut haben. Spätere Autoren führten die Tatsache ins Feld, die Vendramin seien erst spät in die Ränge des Adels aufgestiegen. In jedem Falle war die Familie mit dem Handel befasst, vor allem dem mit Seide, Getreide und Seife.

#### Senator (ab 1440), Rat der Zehn (1449 und 1450)

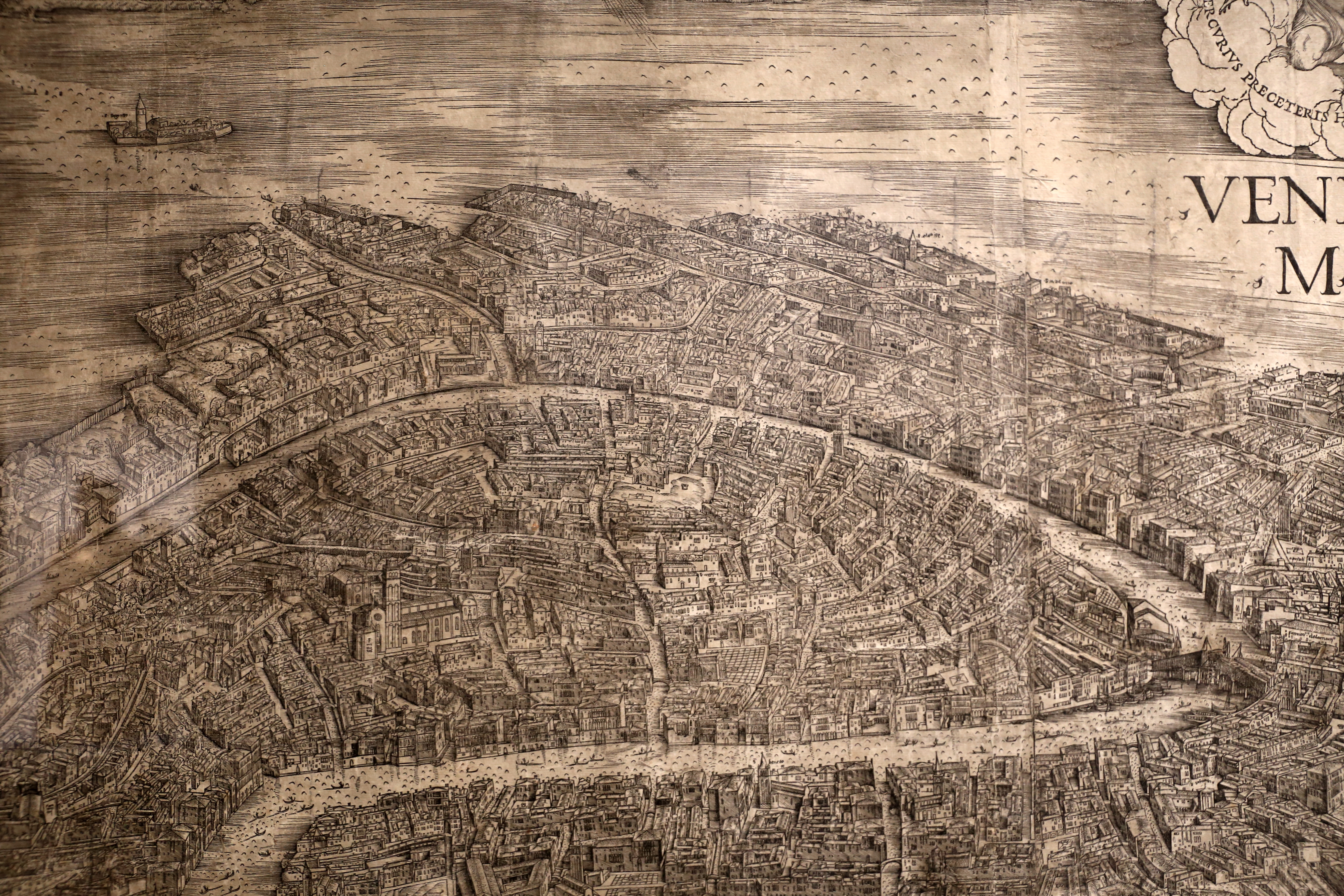
Blick auf Santa Croce, San Polo und, im Hintergrund, Cannaregio im Plan des Jacopo de’ Barbari

Andrea Vendramin wurde 1422 Caposestiere von Cannaregio, wurde aber in keine weiteren Ämter gewählt. Erst 1440 wurde er in den Senat aufgenommen, in dem er bis 1453 saß. Er wurde vom Großen Rat, der Versammlung des gesamten männlichen und erwachsenen Adels, kaum je zu einer Mission im Ausland oder auch nur im venezianischen Herrschaftsgebiet bestimmt.

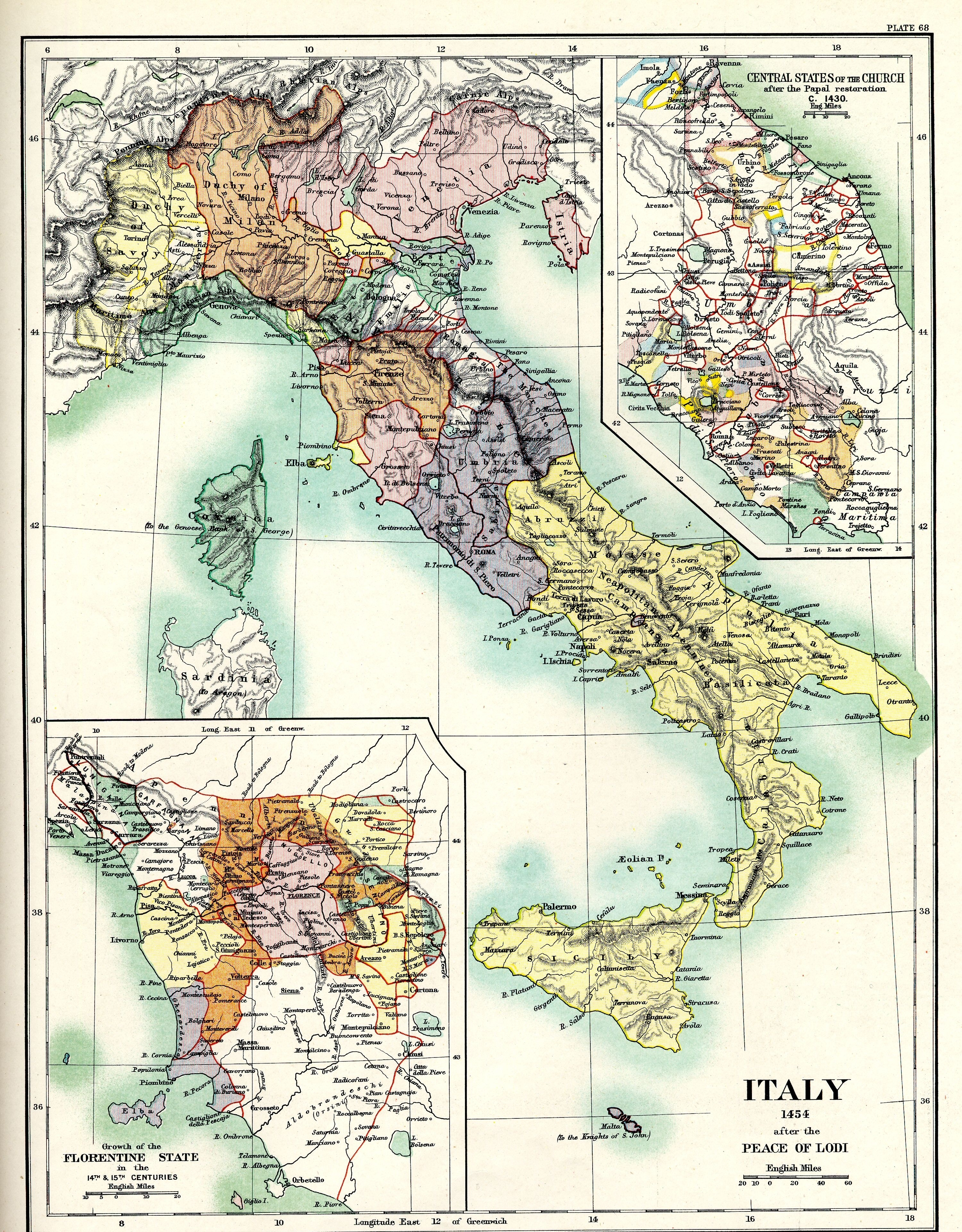
Das Territorium Venedigs nach dem Frieden von Lodi (1454)

Als er selbst 1449 und 1450 im Rat der Zehn saß, befasste sich dieser immer noch mit Fällen von Sodomie. Allerdings erscheint kein solcher Fall in den Quellen, als Vendramin im April 1450 den Vorsitz als Capo innehatte. Auch dies führte zu Verdächtigungen.

#### Soranzo-Bank, Kreditgeber für kommunale Weizenversorgung, Rat der Zehn (1455–1457)
Die Brüder Andrea und Luca drohten in den Strudel der Soranzo-Bank, die 1454 Bankrott ging, gerissen zu werden. Sie lagen im juristischen Streit mit einem Cassiere der Bank namens Ludovico Venier. Zwischen Oktober 1454 und den ersten Monaten des Folgejahres investierten die Brüder so erfolgreich im Weizenhandel, den sie mit anderen Mitgliedern ihrer Handelsgesellschaft, wie Benedetto Morosini und Francesco Valier betrieben,  dass sie bald zu Kreditgebern der für die Getreideversorgung zuständigen Provveditori alle biave wurden. Diese hatten den Status einer Depositenbank erlangt, da sie sich seit jeher mit Geld versorgen mussten, um den Weizenkauf nach der Ernte im Sommer zu finanzieren und das Getreide einzulagern, um es über das ganze Jahr als Getreide, Mehl oder Brot zu verkaufen. Die Institution galt als so sicher, dass auch auswärtige Potentaten Vermögensteile bei ihnen hinterlegten.
Schließlich gelang Andrea Vendramin 1454 bis 1455, 1458 und 1466 der Aufstieg zum Dogenrat. Darüber hinaus saß er von 1455 bis 1457 wieder im Rat der Zehn, führte das Gremium als einer der drei Capi.
Unter Pasquale Malipiero, der von 1457 bis 1462 Doge war, taucht Andrea Vendramin nicht nur unter den Dogenwählern auf, sondern auch unter den Correttori della promissione ducale, den Adligen also, die den Amtseid zu überarbeiten hatten – bei den häufigen Wahlen dieser Jahrzehnte ein überaus bedeutender Posten. Im Senat saß er als Savio del Consiglio (1463–1466), denn dieses Gremium kam als oberste Instanz für wirtschaftliche Angelegenheiten seinen Interessen zustatten.

#### Prokurator von San Marco
Ende Juni 1467 wurde er Prokurator von San Marco de citra. Damit war er nicht nur dauerhaft im innersten Machtzirkel angekommen, sondern genoss lebenslang höchstes Prestige. Zusammen mit Ludovico Foscarini sollte er als Gesandter zum venezianischen Papst Paul II. reisen, doch lehnten beide diese Wahl ab, obwohl sie keinen der üblichen Gründe anführen konnte, etwa Erkrankung. In den folgenden Jahren machte er sich einen Namen bei der Finanzverwaltung, und der Große Rat untersagte am 24. Februar 1474 den Prokuratoren von S. Marco, das ihnen anvertraute Geld „in colliganciam“ zu investieren. Eine solche Colleganza bezeichnete eine Vertragsform unter Verwandten, wie es sie nur in Venedig gab.

## Das Dogenamt

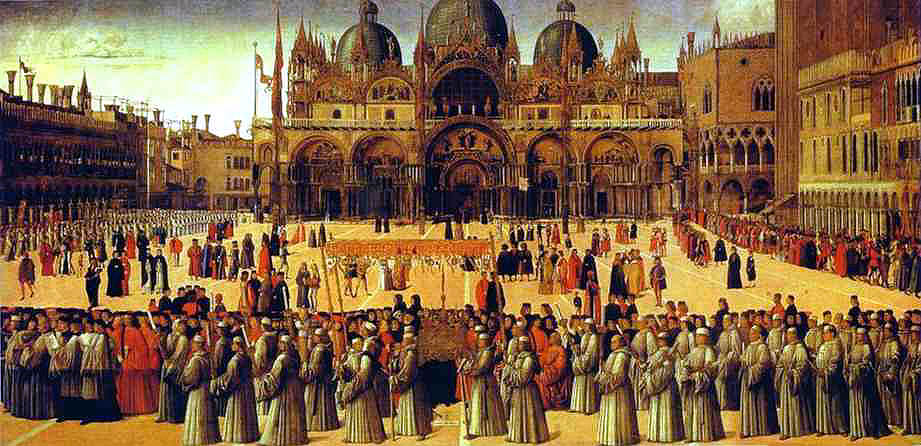
Prozession auf dem Markusplatz, Gentile Bellini, 1496, Tempera auf Leinwand, 367 × 745 cm, Gallerie dell'Accademia

Vendramin wurde am 5. März 1476 zum Dogen gewählt, auch wenn Filippo Tron kritisierte, die Familie sei für dieses Amt noch nicht lange genug adlig. Bei den Feierlichkeiten wurden große Mengen an Münzen unter das akklamierende Volk auf dem Markusplatz verteilt.

### Außenpolitik

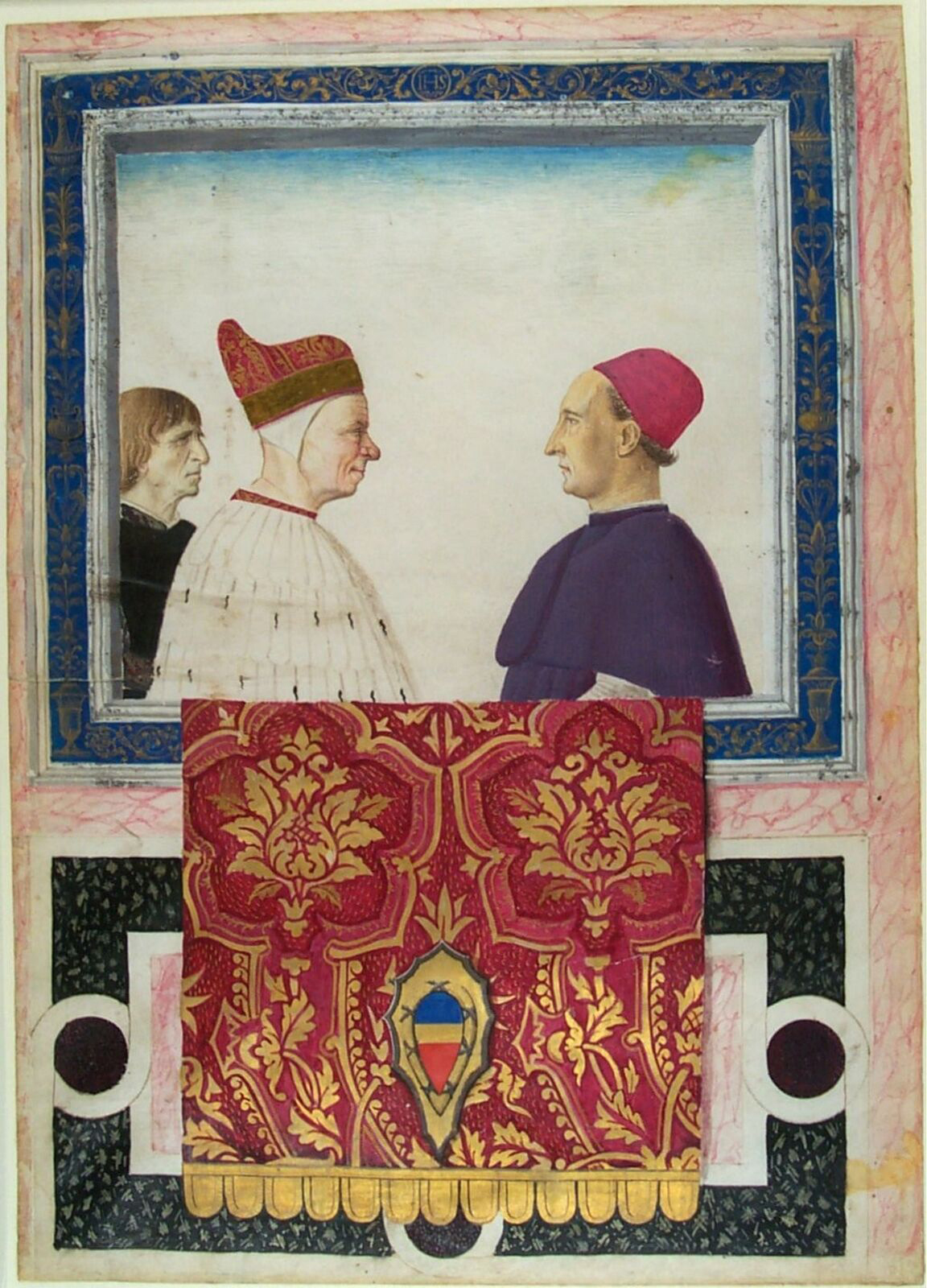
Vendramin und ein Sekretär, rechts ein päpstlicher Nuntius

Während seines Dogats zerschlugen sich die Friedensverhandlungen mit den Osmanen. Der seit 1463 geführte Krieg führte zu erheblichen Verlusten für die Republik. Vor allem die verfeindeten Florentiner ermunterten den Sultan, die venezianischen Überseegebiete, den Stato da mar, zu attackieren. Sie sahen sich ihrerseits durch den Condottiere Bartolomeo Colleoni († 1475) bedroht, der im Begriff stand, den Appennin zu überqueren.
Der vom Papst betriebene Kreuzzug erwies sich als wirkungslos, so dass Venedig den Kampf auf der Morea (Peloponnes) im folgenden Jahr allein eröffnete. Am 25. April 1479 musste die Venezianer in einem immer noch glimpflichen Friedensschluss Argos, Negroponte – das sie schon 1470 verloren hatten – und Skutari in Albanien abtreten. Um den Handel im Osmanenreich weiter betreiben zu dürfen, mussten sie zudem 10.000 Dukaten pro Jahr zahlen.

### Inneres
Während der kurzen Zeit seines Dogats bemühte sich Vendramin darum, durch Interventionen in den verschiedenen Ratsgremien in Handelsangelegenheiten, aber vor allem bei der Beschaffung von Krediten behilflich zu sein. Dabei garantierte er persönlich für die Anleihen der Soranzo-Bank.
Nie war er unter denjenigen, die gegen Zahlungsunfähige Strafen forderten. Auch unternahm er nichts, als sein Sohn Bartolomeo, der auf sein Landgut in Latisana verbannt worden war, 1477 ohne Erlaubnis nach Venedig zurückkehrte. Erst als der Savio di Terraferma Ludovico Lando den Skandal im Senat bekannt machte, sah sich der Doge gezwungen, entschlossen vorzugehen.

## Tod, Testament, Grabmal

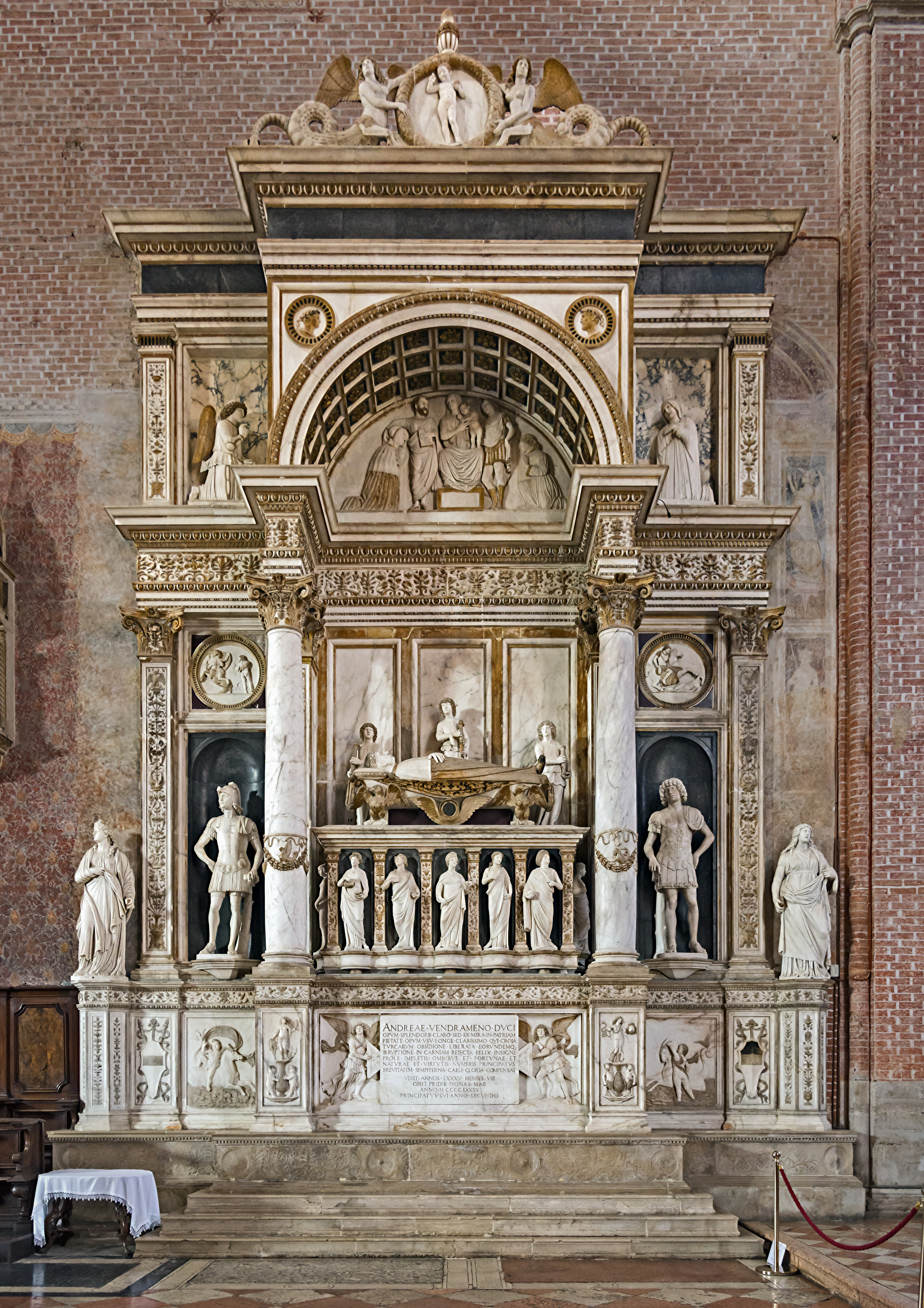
Grabmal Vendramins, seit dem frühen 19. Jahrhundert in San Zanipolo

Der Doge starb am 6. März 1478. In seinem Testament vermachte er sein gewaltiges Vermögen von 160.000 Dukaten seinen Söhnen und dem Neffen Daniele. Er wünschte eine Beerdigung in einem Marmorbogen in der Kirche Santa Maria dei Servi.
Vendramins Grabmal, ein Werk von Tullio und Antonio Lombardo, wurde tatsächlich für die Servitenkirche geschaffen. Nach deren Zerstörung wurde das Grabmal im Presbyterium der Kirche San Zanipolo wieder aufgebaut.